# Galleria degli Specchi (palazzo Medici Riccardi)

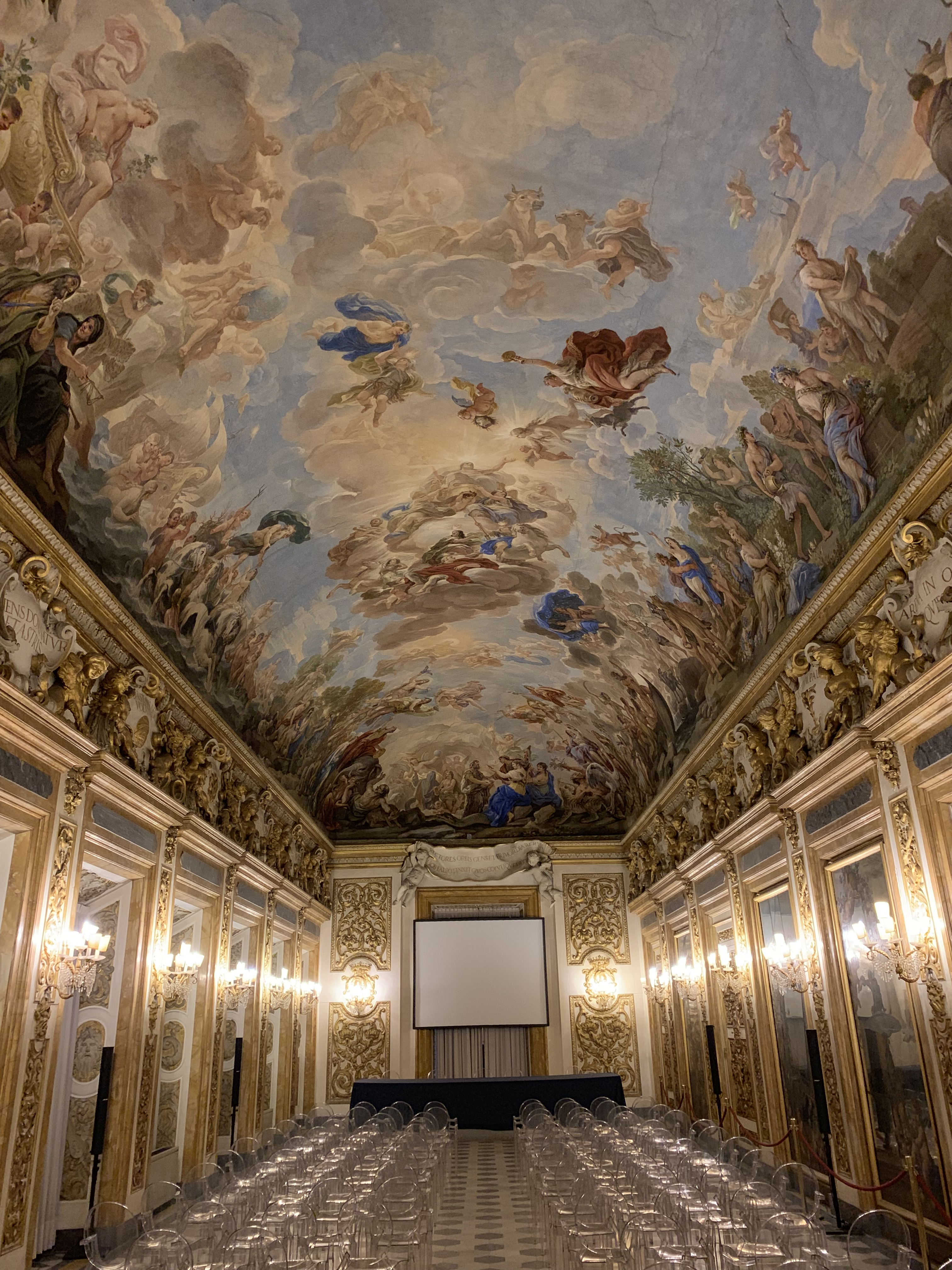
La Galleria degli specchi

La Galleria degli Specchi (anche detta di Luca Giordano), è una sala monumentale del palazzo Medici Riccardi di Firenze, nota sotto il profilo artistico per il ciclo di affreschi nella volta compiuti da Luca Giordano tra il 1682 e il 1685, inneggianti l'Apoteosi della dinastia Medici.
Si tratta di uno dei più importanti cicli di affreschi barocchi, nonché uno dei massimi lavori eseguiti dal pittore napoletano durante la sua carriera.

## Storia

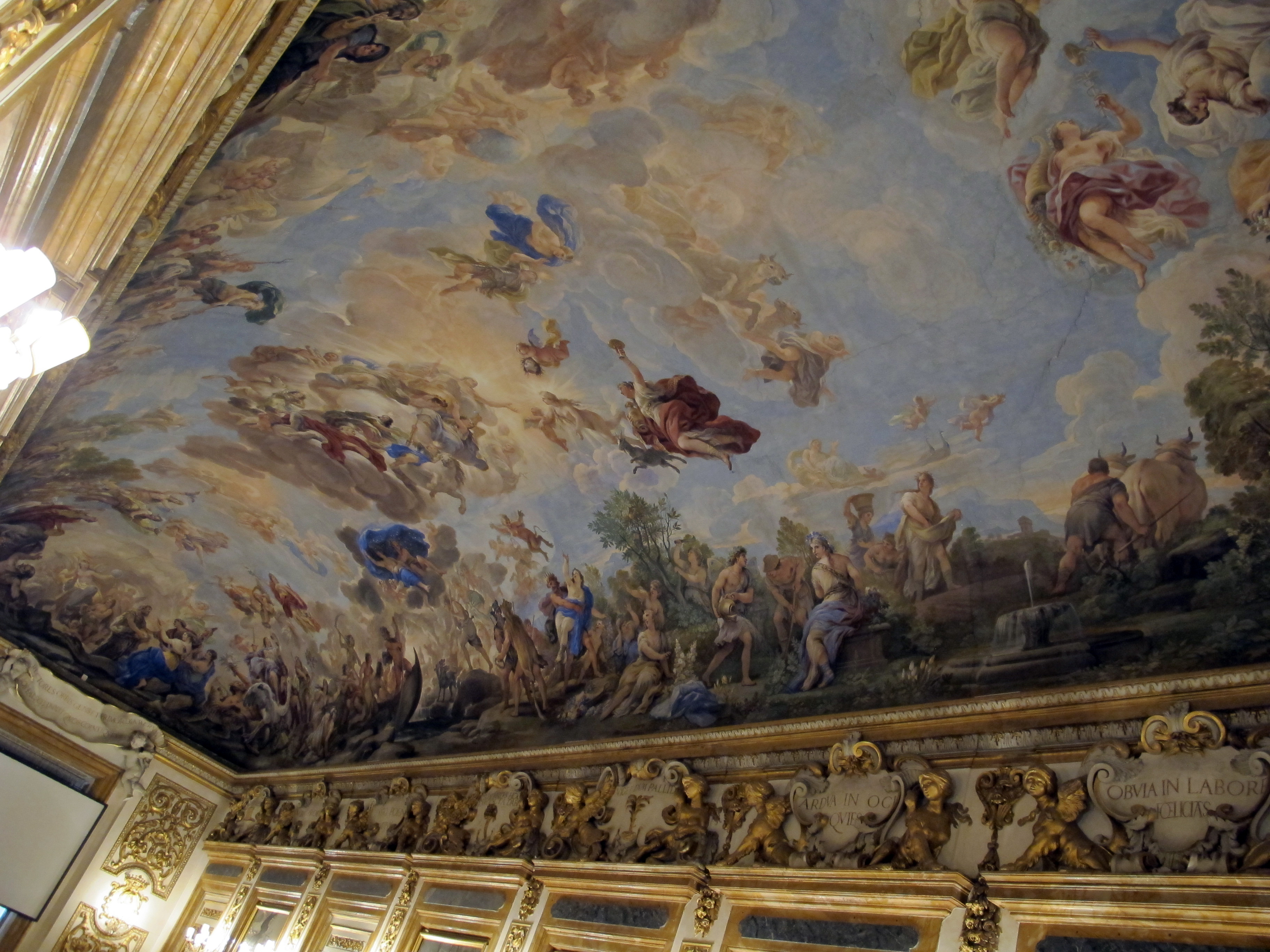
Vista della volta

Il palazzo Medici Riccardi fu interessato durante la permanenza della famiglia Riccardi da ingenti lavori di ampliamento e rifacimento, che consentirono al medesimo l'aggiunta di un'ala e quindi di ambienti decorati in linea coi gusti del tempo. Francesco Riccardi, nipote del marchese Gabriello Riccardi (a cui il granduca Ferdinando II aveva venduto il palazzo nel 1659) commissionò tra il 1670 e il 1677, dapprima all'architetto Pier Maria Baldi e poi a Giovanni Battista Foggini, il prolungamento del braccio occidentale dell'edificio, con la conseguente realizzazione di nuovi ambienti, tra cui i due massimi spazi di rappresentanza: la Galleria degli Specchi e la biblioteca Riccardiana.
Per le volte delle due sale Francesco Riccardi desiderava la realizzazione di due opere luminose e spettacolari, degne della funzione che avrebbero avuto quei due ambienti. Il Riccardi chiamò in un primo momento a compiere l'impresa decorativa il pittore Ciro Ferri, allievo di Pietro da Cortona. Questi, tuttavia, per via dei troppi impegni a Roma dovette declinare l'invito, pertanto le attenzioni si rivolsero a Luca Giordano, che in quel periodo (1681) era a Firenze, intento a lavorare per i Corsini nella loro cappella gentilizia nella basilica di Santa Maria del Carmine.
Constatato il successo delle pitture compiute dal Giordano, il Riccardi contattò il pittore per perfezionare la commessa, che sarebbe consistita nella rappresentazione di scene mitologiche e virtù esaltanti la dinastia Medici. Il disegno iconografico fu steso dal senatore Alessandro Segni, segretario dell'Accademia della Crusca, di concerto con il marchese Francesco Riccardi. Le scene sono state concepite traendo spunto dal ponderoso volume L'iconologia di Cesare Ripa (1593).

A causa della cospicua mole di commesse che il Giordano aveva in quel periodo, il lavoro fu eseguito, anche con sconcerto da parte dei committenti, a più riprese in due momenti ben distinti: una prima parte fu realizzata intorno al 1682, sostanzialmente vennero predisposti i disegni e bozzetti preparatori (oggi per lo più alla National Gallery di Londra o sparsi per collezioni private del mondo) per cercare di dare corpo al programma iconografico e le figure al centro della volta, mentre l'ultimazione del cantiere avvenne solo nel 1685, dopo un lungo periodo di permanenza nella città natale. Da una lettera che il segretario scrisse il 21 aprile 1685 al marchese Francesco Riccardi si evince lo sconcerto del Segni verso i ritardi nel compimento dell'opera, a causa dei quali si pensò persino di sostituire il pittore napoletano con Federico Bianchi:

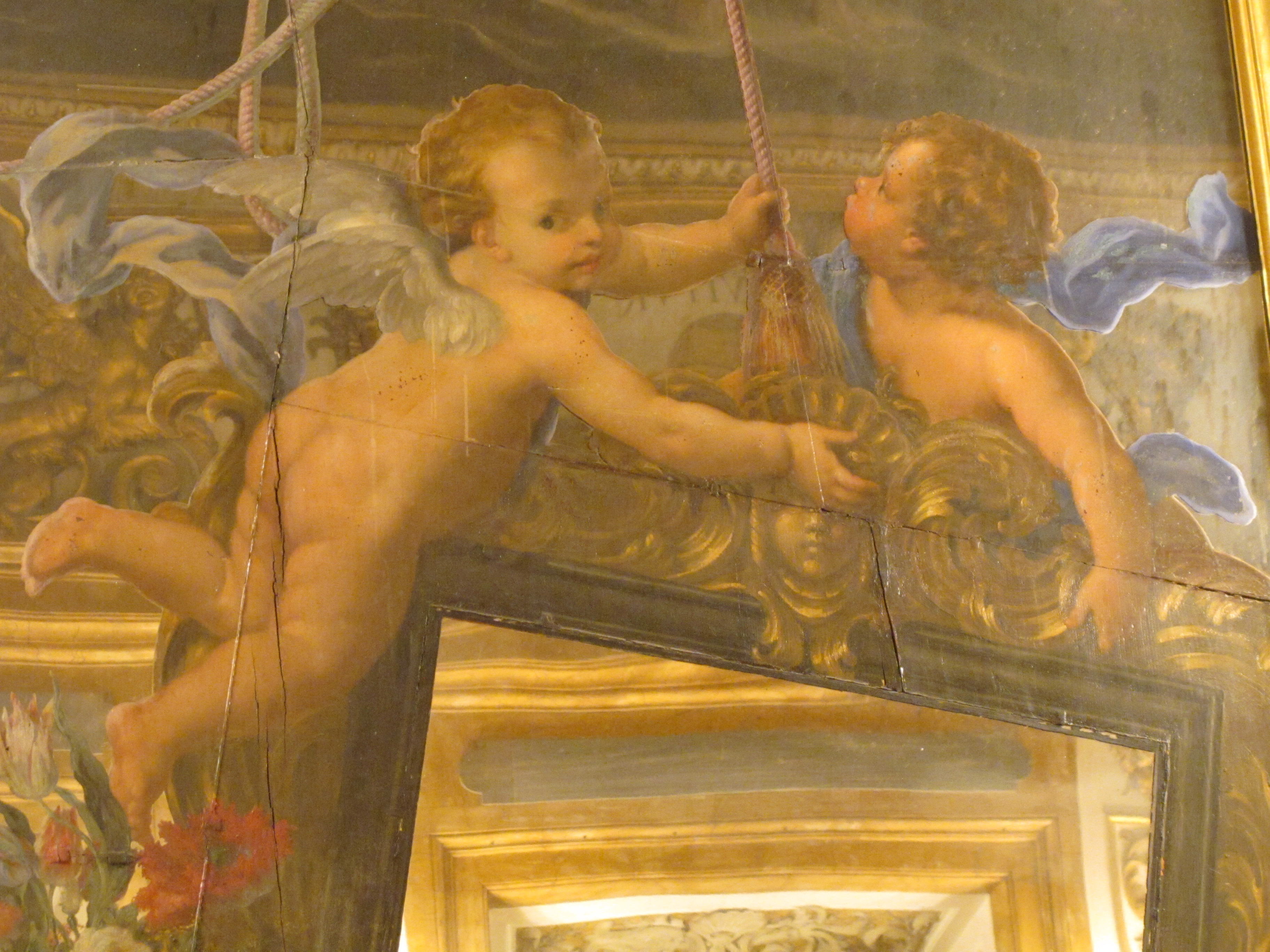
Dettaglio di uno dei quattro specchi dipinti

Gli affreschi del palazzo furono completati nella primavera del 1685 con la raffigurazione dell'Apoteosi della dinastia Medici, l'esaltazione di quella dei Riccardi, scene mitologiche, vizi e virtù; il 1º settembre Francesco Riccardi elargì il compenso pattuito, pari a 2957 scudi. Un anno più tardi il marchese fu talmente entusiasta per il ciclo di affreschi compiuto che, in cambio di altri 1000 scudi, chiese al pittore il compimento di un'altra opera nell'adiacente biblioteca Riccardiana, dove fu eseguita l'Allegoria della Divina Sapienza.
Completata la Galleria, questa fu utilizzata più volte per i grandi eventi di famiglia e di rappresentanza della città: già nel 1689 ospitò il ricevimento per le nozze di Ferdinando de' Medici con Violante di Baviera; nel 1709 vi ospitò il re di Danimarca e Norvegia, Federigo IV; nel 1780, invece, l'arciduca Ferdinando d'Asburgo e la moglie Maria Beatrice d'Este.

## Descrizione

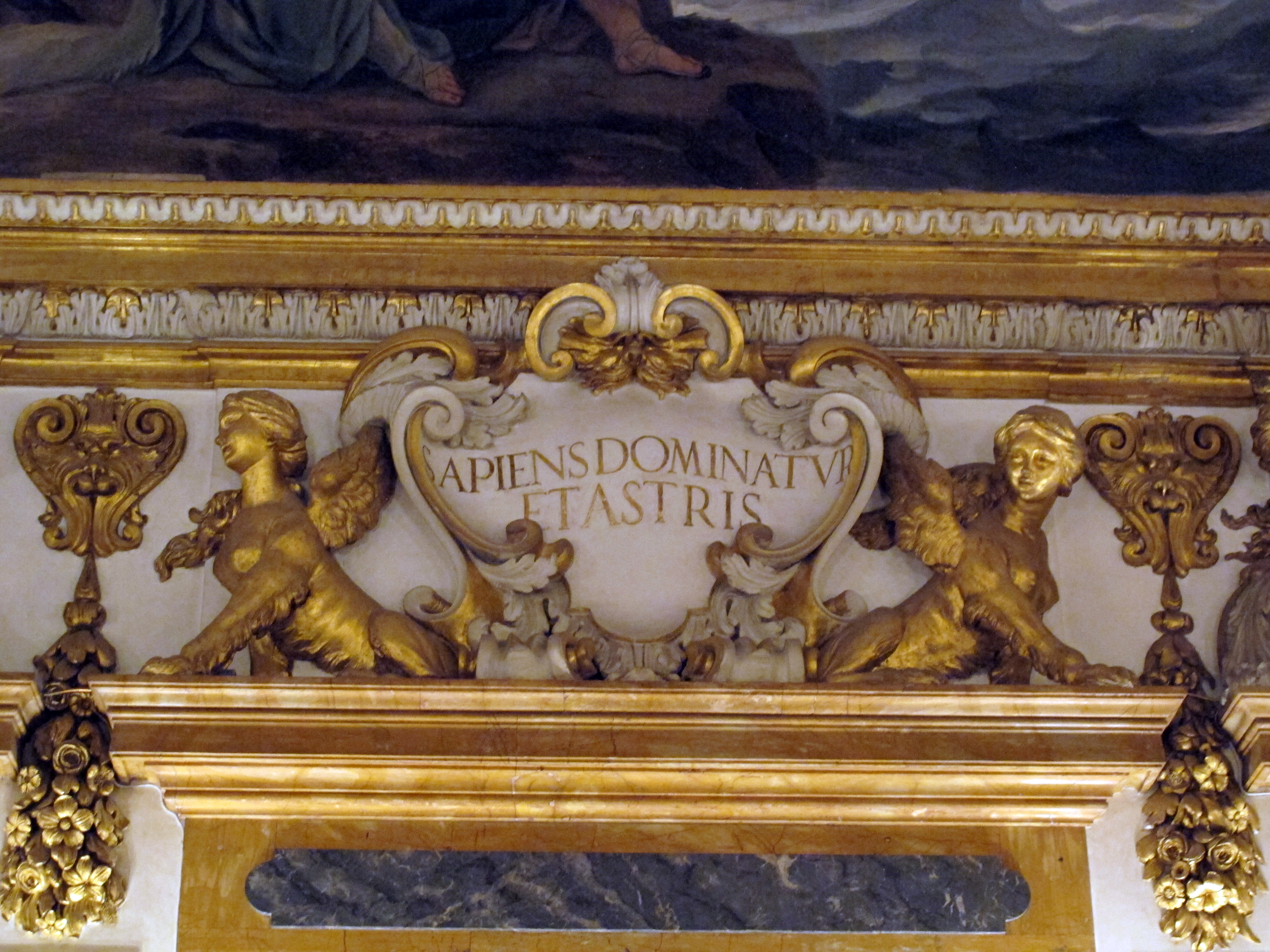
Dettaglio di uno dei cartigli con motti latini

La sala, ampia e di forma rettangolare, è decorata interamente con gusto barocco. Un lato della parete lunga, affaccia sul cortile interno del palazzo, mentre l'altro è adiacente alla biblioteca Riccardiana. Sul cornicione lungo le pareti sono collocati diversi cartigli nei quali sono scolpiti motti antichi; uno riporta la frase «SAPIENS DOMINATUR / ET ASTRIS» (il sapiente domina anche gli astri), a testimonianza che l'intero programma iconografico contemplava sia l'aspetto religioso, che mitologico che scientifico.
La volta è decorata dal ciclo di affreschi di Luca Giordano (1682 e 1685). Lungo le pareti sono invece collocati elementi decorativi in stucco (eseguiti da Agnolo Tortoli, Giovan Battista e Marco Andrea Ciceri, Anton Francesco Andreozzi e Domenico Gori) armadi intarsiati, otto porte-finestre sul lato sinistro e, alternate in successione, quattro porte e quattro specchi dipinti. Questi ultimi costituiscono un elemento di particolare pregio della sala: composti da vetro veneziano, presentano uno decorazioni con motivi floreali e frutti di Bartolomeo Bimbi, uno con motivi animali ed erbe palustri, di Pandolfo Reschi, e putti compiuti da Anton Domenico Gabbiani.
Il ciclo di affreschi vede ritratti ai lati (lunghi e corti) della volta otto episodi mitologici che rimandano ai quattro elementi, alle scansioni del tempo e all'età dell'uomo. Ai quattro angoli sono poste alcune figure allegoriche rappresentanti le Virtù cardinali e i Vizi, mentre nella parte centrale del soffitto sono inscenate quattro storie che vedono come fulcro Giove e l'Apoteosi dei Medici.
Tutto il racconto si snoda mediante il succedersi delle scene a ciclo continuo, secondo lo stile che Pietro da Cortona adottò già anni prima nei cicli delle stanze dei Pianeti di palazzo Pitti a Firenze e che diverrà l'elemento distintivo e peculiare della pittura del Giordano da questo momento in poi.
L'intera lettura narrativa prende il via dal centro della parete lunga sul lato occidentale della Galleria, e prosegue in senso antiorario.
| N. | Titolo                                         | Foto | Descrizione | Collocazione                                                              |
| -- | ---------------------------------------------- | ---- | --- | ------------------------------------------------------------------------- |
| 1  | Minerva protettrice delle Arti e delle Scienze |      | Attraverso l'immagine di Minerva (la Sapienza) e di Mercurio (la Ragione), si mette in luce la maturità dell'uomo. La dea, al centro, lascia le armi a un putto, porge la chiave (simbolo araldico dei Riccardi) all'Ingegno (accompagnato dalla Verità nuda) e un martello ad Artificio e Industria. Il dio, invece, le offre un caduceo e una tromba dorata. | centro della parete del lato corto della sala, sopra la porta d'ingresso. |
| 2  | Fortezza                                       |      | La virtù è raffigurata armata con asta e scudo, affiancata da un leone e dalla Costanza (con la mano su un braciere ardente). Al di sopra sono l'Onore, che le porge una corona di alloro, e la Vittoria, seduta su un globo nell'atto di offrire una melagrana; mentre dal cielo si cala la Pace, con un ramo di olivo e una torcia per bruciare le armi. In primo piano sono invece il Coraggio, raffigurato come un arciere (figura di Ercole) mentre strangola un serpente, con a terra una volpe calpestata da un putto alato Sulla sinistra, sempre in basso, sono la Miseria e il Timore, rannicchiato sotto una pelle di cervo. | angolo sinistro della parete sud, sul lato sopra l'ingresso.              |
| 3  | Il trionfo di Bacco                            |      | Storia raffigurante Bacco portato in trionfo su di un carro (allegoria dell'Autunno). Sullo sfondo sono ritratte figure femminili che soffiano (allegoria dei venti) contro la nave degli Argonauti (simbolo delle avversità della vita). | prima storia sulla parete lunga del lato sud, a sinistra dell'ingresso.   |
| 4  | Nettuno e Anfitrite                            |      | Scena in cui vengono mostrate divinità marine che circondano lo sposalizio tra Nettuno e Anfitrite (allegoria dell'Estate). | seconda storia sulla parete lunga del lato sud, a sinistra dell'ingresso. |
| 5  | Adone ucciso dal cinghiale                     |      | Scena mitologica in cui il cinghiale, inviato da Marte, uccide Adone a causa del suo amore per Venere (allegoria della Primavera). | terza storia sulla parete lunga del lato sud, a sinistra dell'ingresso.   |
| 6  | Temperanza                                     |      | La virtù è ritratta come una guerriera con orologio e un freno fra le mani (simboleggianti la capacità di moderazione). Accanto a lei è un elefante. In alto volteggiano la Tranquillità, la Giovinezza e la Voluttà, mentre in basso vengono collocati la Modestia e la Sobrietà mentre domina una figura marina con una chiave dorata in mano. Più in basso, a terra, invece giacciono tre vizi: l'Accidia, l'Invidia (con chioma serpentiforme) e la Rabbia. | angolo destro della parete sud, sul lato di fronte all'ingresso.          |
| 7  | Antro dell'Eternità e nascita dell'uomo        |      | Viene mostrato un gruppo di divinità che assiste alla nascita dell'uomo, simboleggiata questa dal neonato tenuto in mano dal dio Giano, bifronte, al centro della scena. Tutto il gruppo è circondato da un uroboro (serpente che morde la propria coda), simbolo dell'Eternità, mentre sullo sfondo entro una caverna è il Tempo (rappresentato mediante la figura di un uomo anziano alato con una clessidra in mano). Avanti a loro è una dea velata (forse la Necessità) che offre una verga alla Fortuna (ritratta bendata) e una sfera dorata alla Natura (da cui sgorga latte dal seno). Accanto al dio Giano sono le tre Parche con il filo (da lavorare) della vita umana. La composizione è contornata da una serie di putti, alcuni alati e altri no. | centro nella parete del lato corto della sala, di fronte all'ingresso.    |
| 8  | Giustizia                                      |      | La virtù, ritratta mentre riceve la corona dalla Fama, ha in mano una spada ed una bilancia; accanto sono la Clemenza e la Sicurezza. Sulla roccia sottostante siedono il Castigo, un uomo con verga e spada, e il Premio, un uomo che ha in mano una cornucopia di tesori. Con loro vi è anche uno struzzo (simbolo di pazienza), mentre a terra sono l'Inganno (la persona a sinistra che occulta il capo, con gambe simili alla coda di un serpente e con in mano dei fiori dentro i quali vi è nascosto un serpente e assieme a una tigre), la Discordia (la figura che con il mantice soffia sul fuoco) e il Conflitto (con un serpente sul braccio). | angolo sinistro della parete nord, sul lato di fronte all'ingresso.       |
| 9  | Trasporto agli inferi                          |      | Plutone trasporta agli inferi diverse persone su una barca. Appaiono nella scena anche Ercole (di spalle con la pelle di leone indosso), le Arpie (in volo), le Erinni (con le fiaccole in mano), il cane Cerbero, posto alla riva in attesa dell'arrivo di Plutone, Caronte sulla barca, Morte personificata, alle spalle di Plutone, con la falce e le anime defunte, mentre sullo sfondo si intravede la fucina di Vulcano (elemento del Fuoco, allegoria dell'Inverno). In alto è la Notte svolazzante, che con il manto di stelle protegge il sonno (i putti con le maschere e le ali da farfalla e pipistrello simboleggiano invece i sogni). | terza storia sulla parete lunga del lato nord, a destra dell'ingresso.    |
| 10 | Il ratto di Proserpina                         |      | La scena ritrae Plutone che rapisce Proserpina. | seconda storia sulla parete lunga del lato nord, a destra dell'ingresso.  |
| 11 | Trittolemo e Cerere                            |      | La storia vede diverse figure umane contornate da altre divinità nell'atto di arare i campi (elemento della Terra) sotto l'egida di Tritolemo, Vertumno, Pomona, Zefiro, di Cerere e Giunone sui carri. | prima storia sulla parete lunga del lato nord, a destra dell'ingresso.    |
| 12 | Prudenza                                       |      | La virtù è posta al centro del gruppo con i classici due volti, un elmo dorato in testa, lo specchio e una freccia con un serpente. L'animale abbinato è il cervo (simboleggiante la Prudenza), mentre in alto sono l'Abbondanza, con cornucopia e caduceo, la Grazia, il Benessere, con la coppa e il serpente. In basso sono due saggi dell'antichità con libri e strumenti, e ancora più giù sono la Frode, caratterizzata da una doppia faccia e dai piedi di un rapace, e l'Ignoranza, la cui testa ha le sembianze di un asino. | angolo destro della parete nord, sul lato sopra l'ingresso.               |

| N. | Titolo                        | Foto | Descrizione |
| -- | ----------------------------- | ---- | --- |
| 1  | Il carro del Sole             |      | |
| 2  | Giove e l'apoteosi dei Medici |      | La scena è posta al centro della volta. Mostra Giove sul vertice alto di una montagna di nubi, caratterizzata quest'ultima dalla presenza intorno ad essa di sei componenti della famiglia de' Medici. Sono riconoscibili infatti Cosimo I (a destra, con gli attributi della Prudenza) e Francesco I (a sinistra, con gli attributi della Giustizia; identificazione incerta) ai lati del dio supremo, in basso è Ferdinando II (personaggio centrale con la clava e il leone ai propri piedi, simboli della Fortezza). Ancora più in basso sono Cosimo III, avvolto con un mantello rosso mentre tempra un ferro rovente nell'acqua (ritratto idealizzato, al fine di raffigurare il granduca come personificazione della Temperanza secondo l'Iconologia del Ripa: giovane biondo vestito di rosso), e ai lati i figli di quest'ultimo Gian Gastone (sulla sinistra) e Ferdinando (sulla destra), entrambi su cavalli bianchi. Tutte e sei queste personalità sono caratterizzate dalla presenza sul proprio capo di una stella che simboleggia i satelliti medicei, ovvero quelli che Galileo Galilei scoprì nel 1610 e dedicò alla famiglia granducale fiorentina. |
| 3  | L'anima buona                 |      | Sono raffigurate diverse figure volteggianti: Marte e Venere, il vizio sconfitto, l'anima nuda ed Ebe con la Costellazione della Capra. |
| 4  | Il carro della Luna           |      | |